# Solinus australiensis
Solinus australiensis är en spindeldjursart som beskrevs av Chamberlin 1930. Solinus australiensis ingår i släktet Solinus och familjen Garypinidae. Inga underarter finns listade i Catalogue of Life.